# Anton Golotsutskov
Anton Sergeyevich Golotsutskov (russe : Антон Сергеевич Голоцуцков, né le 28 juillet 1985 à Seversk) est un gymnaste russe.

## Palmarès
| Année | Compétition                    | AA                | Équipe        | Sol                | Cheval d'arçon | Anneaux           | Saut               | Barres parallèles | Barre fixe |
| ----- | ------------------------------ | ----------------- | ------------- | ------------------ | -------------- | ----------------- | ------------------ | ----------------- | ---------- |
| 2002  | Championnats d'Europe (junior) | Médaille d'argent | Médaille d'or |                    |                | Médaille d'argent |                    |                   |            |
| 2006  | Coupe du monde - Gent          |                   |               | Médaille d'argent  |                |                   | Médaille d'or      |                   |            |
| 2006  | Championnats d'Europe          |                   | Médaille d'or | Médaille d'or      |                |                   | 4º                 |                   |            |
| 2006  | Coupe du monde - Glasgow       |                   |               |                    |                |                   | Médaille de bronze |                   |            |
| 2006  | Coupe du monde - São Paulo     |                   |               |                    |                |                   | Médaille d'argent  |                   |            |
| 2007  | Championnats d'Europe          |                   |               | 5º                 |                |                   | Médaille d'or      |                   |            |
| 2007  | Coupe du monde - Moscou        |                   |               | Médaille d'or      |                |                   | Médaille de bronze |                   |            |
| 2007  | Championnats du monde          |                   | 7º            |                    |                |                   |                    |                   |            |
| 2008  | Championnats d'Europe          |                   | Médaille d'or | Médaille d'or      |                |                   | 4º                 |                   |            |
| 2008  | Jeux olympiques                |                   | 6º            | Médaille de bronze |                |                   | Médaille de bronze |                   |            |
| 2008  | Coupe du monde - Madrid        |                   |               |                    |                |                   | Médaille de bronze |                   |            |
| 2009  | Championnats d'Europe          |                   |               | 5º                 |                |                   |                    |                   |            |
| 2009  | Coupe du monde - Moscou        |                   |               | Médaille d'argent  |                |                   | Médaille d'or      |                   |            |
| 2009  | Championnats du monde          |                   |               |                    |                |                   | Médaille de bronze |                   |            |
| 2010  | Championnats du monde          |                   | 6º            |                    |                |                   | Médaille d'argent  |                   |            |
| 2011  | Championnats d'Europe          |                   |               | Médaille de bronze |                |                   | Médaille de bronze |                   |            |
| 2011  | Championnats du monde          |                   | 4e            |                    |                |                   | Médaille d'argent  |                   |            |